# Eta Ursae Minoris
Eta Ursae Minoris (η UMi / η Ursae Minoris) è una stella situata nella costellazione dell'Orsa Minore. È una nana bianco-gialla di classe F5 V con una massa 1,4 volte quella solare, un raggio 2 volte più grande ed una magnitudine apparente di 4,95 . Si trova a circa 97,3 anni luce dalla Terra.
Il suo nome tradizionale è Anwar al Farkadain. Il nome deriva dall'arabo أنور الفرقدين e significa "il più brillante dei due vitelli"; il nome era stato originariamente applicato a Kochab, in contrapposizione a Pherkad, cui invece era stato assegnato il nome di أخفى الفرقدين Alifa al Farkadain, "il più debole dei due vitelli", oggi assegnato a ζ Ursae Minoris. Ha anche il nome di Alasco.